# Indianapolis Motor Speedway

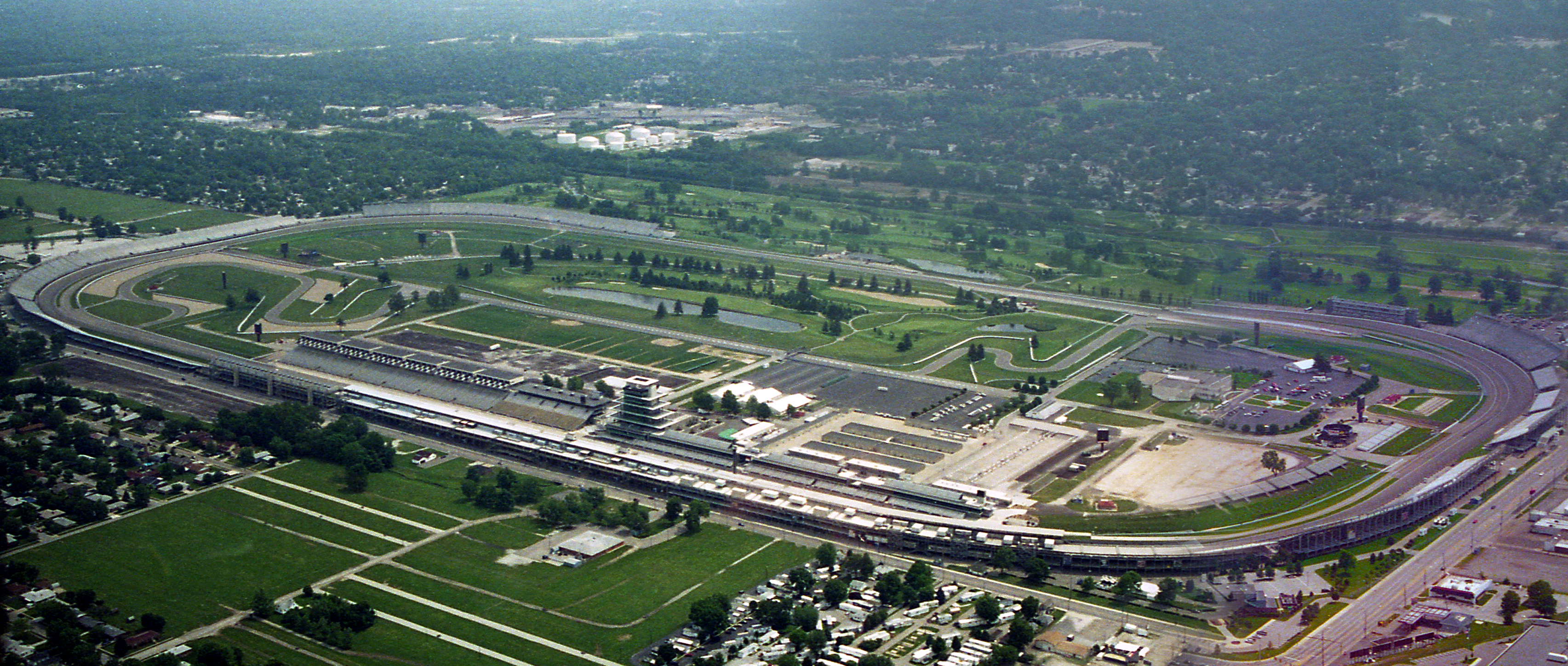
Indianapolis Motor Speedway

Tor owalny (Indianapolis 500, NASCAR)

Tor używany przez Formułę 1

Tor drogowy (Moto GP)

Indianapolis Motor Speedway – tor wyścigowy znajdujący się w Speedway (enklawa na przedmieściach Indianapolis) w amerykańskim stanie Indiana. Odbywają się tu wyścigi Indianapolis 500, NASCAR i MotoGP. Na trybunach może zasiąść 257 tysięcy widzów. Doliczając do tego liczbę miejsc wewnątrz toru na Indianapolis Motor Speedway zmagania może oglądać blisko 400 tysięcy widzów. Czyni go to, poza Circus Maximus, najbardziej pojemnym obiektem sportowym w historii. Początkowo tor w całości był pokryty cegłą (stąd nieoficjalna nazwa toru "Brickyard"). Obecnie z cegły wykonana jest jedynie linia start-meta, co ma przypominać o bogatej i długiej historii toru.
Pierwsze wyścigi na torze odbyły się 14 sierpnia 1909. 30 maja 1911 odbył się pierwszy z wyścigów samochodowych na dystansie 500 mil, znanych jako Indianapolis 500. W latach 1950–1960 wyścig ten był jedną z rund cyklu Mistrzostw Świata Formuły 1. Obecnie jest on jednym z najważniejszych sportowych wydarzeń w USA. W 1994 zainaugurowano wyścig serii NASCAR – Brickyard 400, który od razu stał się – obok wyścigu Daytona 500 – najważniejszym w corocznych mistrzostwach. W 2000 ponownie na tor zawitała Formuła 1, tym razem był to wyścig na specjalnie zbudowanej pętli, poprowadzonej w dużej części wewnątrz owalnego toru. Formuła 1 gościła na Indianapolis Motor Speedway do 2007, natomiast w 2008 zadebiutowały tu wyścigi motocyklowe serii MotoGP (na nieco zmodyfikowanej pętli drogowej).

## ZwycięzcyGP Stanów Zjednoczonychna torze Indianapolis
| Sezon | Kierowca           | Zespół           |        |
| ----- | ------------------ | ---------------- | ------ |
| 2007  | Lewis Hamilton     | McLaren-Mercedes | Wyniki |
| 2006  | Michael Schumacher | Ferrari          | Wyniki |
| 2005  | Michael Schumacher | Ferrari          | Wyniki |
| 2004  | Michael Schumacher | Ferrari          | Wyniki |
| 2003  | Michael Schumacher | Ferrari          | Wyniki |
| 2002  | Rubens Barrichello | Ferrari          | Wyniki |
| 2001  | Mika Häkkinen      | McLaren-Mercedes | Wyniki |
| 2000  | Michael Schumacher | Ferrari          | Wyniki |